# Adenoneura conspicua
Adenoneura conspicua är en fjärilsart som beskrevs av Walsingham 1907. Adenoneura conspicua ingår i släktet Adenoneura och familjen vecklare. Inga underarter finns listade i Catalogue of Life.